# Енігма-варіації
Варіації, Op. 36 (популярна назва — Енігма-варіації) — оркестровий твір Едварда Елгара, що складається з чотирнадцяти варіацій на оригінальну тему. Написаний між жовтнем 1898 року і лютим 1899.
Елгар присвятив цей твір «своїм друзям, описаним тут»; кожна варіація — музичний опис одного з його близьких знайомих. До них належать дружина Елгара Аліса, його друг і видавець Август Єґер і сам Елгар. У програмних записках до виконання у 1911 році Елгар написав:
|  | У цьому творі, що починається з гумором, а продовжується глибоко серйозно, є ескізи друзів композитора. Треба розуміти, що ці персонажі відгукуються на оригінальну тему і кожен намагається розгадати Загадку — так називається тема. Ескізи не є «портретами», але кожна варіація містить визначену ідею, засновану на певній особистості чи якомусь випадку, відомому лише двом людям. Це основа твору, але його можна слухати просто як «музичний твір», не зважаючи на сторонні міркування. Оригінальний текст (англ.) This work, commenced in a spirit of humour & continued in deep seriousness, contains sketches of the composer’s friends. It may be understood that these personages comment or reflect on the original theme & each one attempts a solution of the Enigma, for so the theme is called. The sketches are not ‘portraits’ but each variation contains a distinct idea founded on some particular personality or perhaps on some incident known only to two people. This is the basis of the composition, but the work may be listened to as a ‘piece of music’ apart from any extraneous consideration. |

Після прем'єри «Варіацій» у Лондоні в 1899 році вони одразу стали популярними і забезпечили Елгару міжнародну репутацію. Твір записували понад 60 разів.

## Історія
Елгар описував, як увечері 21 жовтня 1898 року, після складного дня навчань він сів за фортепіано. Мелодія, яку він грав, привернула увагу його дружини, і він почав імпровізувати варіації на тему у стилях, що відбивали характери декого з його друзів. Ці імпровізації, розширені й оркестровані, стали Енігма-варіаціями. Елгар планував додати варіації-портрети Артура Саллівана та Г'юберта Перрі, але не зміг асимілювати їх музичні стилі без стилізації, і відмовився від цієї ідеї.
Цей твір було завершено 18 лютого 1899 й опубліковано Novello & Co. Перше виконання відбулося у Сент-Джеймс холлі 19 червня 1899 року під диригуванням Ганса Ріхтера. Критики спершу були незадоволені нальотом містифікації, але відзначили зміст, структуру й оркестрування твору. Елгар згодом переглянув фінальну варіацію, додавши 96 тактів і орган. Нова версія, яка зазвичай виконується зараз, уперше була виконана на фестивалі у Вустері 13 вересня 1899 року під диригуванням самого Елгара.
Прем'єра у континентальній Європі відбулася у Дюссельдорфі (Німеччина) 7 лютого 1901 року під диригуванням Юліуса Бутса. Невдовзі твір виконували по всьому світу, від Санкт-Петербурга, де він вразив О. Глазунова і М. Римського-Корсакова у 1904 році, до Нью-Йорка, де Густав Малер диригував його виконанням у 1910 році.

## Структура
Структура Варіацій така:
1. Theme (Enigma: Andante)
2. Variation I (L'istesso tempo) 'C.A.E.'
3. Variation II (Allegro) 'H.D.S-P.'
4. Variation III (Allegretto) 'R.B.T.'
5. Variation IV (Allegro di molto) 'W.M.B.'
6. Variation V (Moderato) 'R.P.A.'
7. Variation VI (Andantino) 'Ysobel'
8. Variation VII (Presto) 'Troyte'
9. Variation VIII (Allegretto) 'W.N.'
10. Variation IX (Adagio) 'Nimrod'
11. Variation X (Intermezzo: Allegretto) 'Dorabella'
12. Variation XI (Allegro di molto) 'G.R.S.'
13. Variation XII (Andante) 'B.G.N.'
14. Variation XIII (Romanza: Moderato) ' * * * '
15. Variation XIV (Finale: Allegro) 'E.D.U.'